# Nikolai Sysuyev
Nikolai Sergeyevich Sysuyev (tiếng Nga: Никола́й Серге́евич Сысу́ев; sinh ngày 19 tháng 5 năm 1999) là một cầu thủ bóng đá người Nga thi đấu cho FC Olimpiyets Nizhny Novgorod.

## Sự nghiệp câu lạc bộ
Anh có màn ra mắt tại Giải bóng đá chuyên nghiệp quốc gia Nga cho FC Olimpiyets Nizhny Novgorod vào ngày 4 tháng 6 năm 2017 trong trận đấu với FC Syzran-2003.